# Mare de Déu del Lledó de Valls
Mare de Déu del Lledó de Valls és una església del municipi de Valls (Alt Camp) protegida com a bé cultural d'interès local.

## Descripció
Actualment l'església presenta les característiques del segle xviii en què fou edificada. Fa 24 m de llargada per 9 m d'amplada. Té planta basilical de 3 naus, una central i dues laterals convertides en capelles. És de tres trams i absis modificat. La coberta és de volta de canó. Hi han 6 finestres en l'arrencada de la volta, entre els arcs torals. El cor està situat en el primer tram, als peus de l'església i abasta tota la nau central. La façana, barroca, és de tres cossos: un central, més elevat i amb coberta a dues vessants, i dos laterals que es corresponen amb les naus interiors. La porta d'entrada es cobreix amb galeria. L'edifici és de pedra i maçoneria arrebossada i està coronat amb una espadanya.

## Història
Hi ha una escriptura de 1366 que demostra l'existència d'una primera capella. El 1367 es va acordar la construcció d'una altra capella, posant la imatge damunt la soca del lledoner on, segons la tradició, s'havia aparegut. La Universitat de Valls va demanar el 1396 que el Sant Pare declarés Priorat l'església, sota els auspicis dels Canonges de Sant Agustí. Des del 1586 se'n van fer càrrec els frares Caputxins, els quals van inaugurar la nova capella (tercera) el 1725. Aquesta ordre va romandre a l'església del Lledó fins a 1835, en què van marxar degut a la Llei de Desamortització de Mendizábal. L'església va continuar essent santuari fins aproximadament l'any 1970, quan es convertí en parròquia.